# Anže Logar
Anže Logar (ur. 15 maja 1976 w Lublanie) – słoweński polityk, poseł do Zgromadzenia Państwowego, od 2020 do 2022 minister spraw zagranicznych.

## Życiorys
W 1995 został absolwentem szkoły średniej, a w 2000 ukończył studia ekonomiczne na Uniwersytecie Lublańskim. W 2006 uzyskał magisterium, a w 2016 obronił doktorat. W latach 2000–2003 pracował w sektorze bankowym, następnie do 2006 jako doradca we frakcji chadeckiej w Europarlamencie. Od 2006 do 2007 odpowiadał za PR w rządowym biurze do spraw europejskich. Członek Słoweńskiej Partii Demokratycznej, stał się bliskim współpracownikiem Janeza Janšy. W trakcie jego rządów (2007–2008, 2012–2013) Anže Logar był dyrektorem biura komunikacji tych gabinetów. W 2008 pełnił funkcję rzecznika prasowego słoweńskiej prezydencji Rady Unii Europejskiej, pozostał następnie pracownikiem administracji rządowej. W latach 2013–2014 w randze ministra pełnomocnego był urzędnikiem ministerstwa spraw zagranicznych.
W 2014 uzyskał mandat deputowanego do Zgromadzenia Państwowego, w 2018 i 2022 z powodzeniem ubiegał się o poselską reelekcję.
W marcu 2020 został kandydatem na ministra spraw zagranicznych w tworzonym wówczas trzecim rządzie Janeza Janšy. Urząd ten objął w tym samym miesiącu, sprawował go do czerwca 2022.
W wyborach prezydenckich w 2022 kandydował na urząd prezydenta. W pierwszej turze z października zajął pierwsze miejsce wśród siedmiu pretendentów z wynikiem blisko 34% głosów. Jego konkurentką w rozpisanej na listopad drugiej turze była niezależna kandydatka Nataša Pirc Musar; Anže Logar przegrał z nią, otrzymując ponad 46% głosów. Był wiceprzewodniczącym SDS, zrezygnował z tej funkcji w 2023. W 2024 wystąpił z partii, następnie w tymże roku stanął na czele nowej formacji pod nazwą Demokrati.

## Odznaczenia
W 2007 prezydent Valdas Adamkus nadał mu Krzyż Ratowania Ginących za uratowanie przed utonięciem w jednym z węgierskich jezior obywatela Litwy. W 2022 został odznaczony Krzyżem Wielkim Orderu Zasługi Republiki Włoskiej.